# Grizzly Vibrations
A Grizzly Vibrations 2016-ban alakult pécsi surf rock együttes. Zenéjük ötvözi az 1960-as évek surf zenéjét a punkkal, illetve az 1990-es évek rock zenéjével. A zenekar csak a saját dalait játssza, számaikat és szövegeiket közösen írják. A dalszövegeik főleg a gördeszkázásról, a szörfözésről, a lányokról és az élet élvezetéről szólnak.

## Története
A 2016 augusztusában alakult trió tagjai már korábbról ismerték egymást, más zenekarokban is együtt játszottak. Elmondásuk szerint, törzshelyükön, a pécsi Nappali bárban italoztak, amikor meghallottak egy olasz surf rock zenekart és eldöntötték, hogy ők is belevágnak. Hamar felemelkedtek a fiatal pécsi zenekarok közé és viszonylag gyorsan ismertségre tettek szert szülővárosukban, illetve Budapesten.
A zenekar első megjelenésképp egy nagylemezt akart kiadni, ami egy történetet dolgozott volna fel Juan-ról, a mexikói gördeszkás srácról, aki szerencsét próbál az Egyesült Államokban. Végül a zenekar úgy döntött inkább két kislemez formájában adják ki a számaikat. Az első rész, a Part One 2017 júniusában jelent meg digitális formátumban.
A történet második fele még nem jelent meg. A zenekar Instagram oldala szerint viszont már elkezdték a Part Two munkálatait, ahol folytatódik Juan kitalált története.

## Diszkográfia

### Part One
| No. | Cím          | Jelenet | Hossz. |
| --- | ------------ | --- | ------ |
| 1.  | A Ship       | Intro | 02:50  |
| 2.  | El Segundo   | "Juan origin story, deszkás srác volt Mexikóban, és az öreg Fernando felfedezi, és elrepteti Kaliforniába, hogy ő legyen a legnagyobb szörfös. Itt találkozik Amyvel."                            | 03:20  |
| 3.  | Quicksand    | "Amy és Juan kábítószerek hatására mindenféle tengeri lényt képzelnek maguk köré, és tudják, hogy ezért mindenki őket nézi a tengerparton."                                                       | 04:19  |
| 4   | Sunset Beach | "Másnaposan ugyan, de muszáj megnyernie az aranyat a szörf versenyen Amynek, de már előre tudja, hogy úgyis ma is bulizni fognak, mint amúgy minden nap."                                         | 02:27  |
| 5.  | No Dogs      | "Amy elköti apja kocsiját, hogy azzal menjenek le a partra, de nem engedheti be Juan játékos kutyáját a kocsiba, mert összesározza és összeszőrözi, és így megtudná, hogy ellopták a Cadillacet." | 03:16  |

## Tagok
- Dózsa-Juhász Máté (ének, gitár)
- Irsik Bence (basszusgitár, vokál)
- Szula Gergely (dobok, ütőhangszerek)